# لندنی‌ها
لندنی‌ها (لهستانی: Londyńczycy؛ ‏ تلفظ لهستانی: [lɔndɨˈɲt͡ʂɨt͡sɨ]) یک مجموعهٔ تلویزیونی درام لهستانی است که در سال ۲۰۰۸ منتشر شد. این سریال دربارهٔ مهاجران لهستانی ساکن لندن است.

## گزیدهٔ بازیگران

### اصلی
- ناتالیا ریبیتسکا
- لسواف ژورک
- روبرت وینتسکیویچ
- گابریلا موسکاوا
- ماریتا ژوکوفسکا
- مارچین بوساک
- کامیلا بار
- پشمیسواف سادوفسکی
- گراژینا بارشچفسکا
- روما گونشوروفسکا

### دوره‌ای و میهمان
- مایا بوخوشیه‌ویچ
- میخاو چرنتسکی
- سواوومیر اوژخوفسکی
- ماوگوژاتا بوچکوفسکا
- سیلویا یوشچاک-کراوچیک
- یان الکساندروویچ-کراسکو
- ورونیکا روساتی
- ورونیکا کشیانژکیه‌ویچ
- آلکساندرا کونیچنا
- آدام زدرویکوفسکی
- یاکوب زدرویکوفسکی
- میخاو وُدارچیک
- گژگوش ماوِتسکی
- کاتاژینا فیگورا
- استانیسواف باناشوک
- مارچین چارنیک
- هالینا بِدناش
- توماش بواشاک
- ماچئی مارچفسکی
- ماچئی میکووایچیک
- سواوومیر پاتسک
- میخاو ژورافسکی
- یولیا رسنوفسکا
- میروسواف هانیشفسکی
- ماگدا گرانژیوفسکا
- وویچیخ ژیلینسکی
- یاتسک براچیاک
- آندژی ماستالِـش
- آنا مایخر
- پاتریتسیا کازادی
- یانوش خابیور
- رافائو ماچکوویاک
- رادوسواف کائیم
- پیوتر بوروفسکی